# 393
393 foi um ano comum do século IV que teve início e terminou a um sábado, segundo o Calendário Juliano. A sua letra dominical foi B. Segundo o horóscopo chinês, foi o ano da Serpente.
| Ano completo                   |
| ------------------------------ |
| Ano comum com início ao sábado |